# República Checa nos Jogos Olímpicos de Verão de 2008
A República Checa competiu nos Jogos Olímpicos de 2008 em Pequim na China, com 134 participantes em 20 esportes.
Durante quase quase quatro séculos ficou sob o domínio do Império Austro-Húngaro. Em 1918, após a Primeira Guerra Mundial, eslovacos e tchecos se uniram e formaram a Checoslováquia. A união durou 85 anos e, neste período, o esporte foi uma das principais forças do país. Entre as Olimpíadas da Antuérpia 1920 e de Barcelona 1992, foram 143 medalhas e o 24º lugar no quadro geral histórico. Em Helsinque 1952, teve o seu melhor desempenho, ficando em sexto lugar geral. Nessa Olimpíada, o atleta Emil Zátopek entrou para a história olímpica, sendo o único a vencer a maratona, os 5.000 m e 10.000 m na mesma edição.
Em Pequim 2008 teve uma pequena volta por cima. Foram três medalhistas de ouro, com duas vitórias no tiro e uma no lançamento de dardo, com Barbora Špotáková. O destaque individual foi Kateřina Emmons, que ganhou a primeira medalha de ouro das Olimpíadas e ainda levou uma prata. Mesmo com esse desempenho, o total de medalhas caiu de oito para seis em relação à Atenas 2004 e o país ainda tem muito trabalho até Londres 2012.

## Medalhas
| Atleta                        | Esporte   | Evento                          | Medalha |
| ----------------------------- | --------- | ------------------------------- | ------- |
| Barbora Špotáková             | Atletismo | Lançamento de dardo feminino    | Ouro    |
| David Kostelecký              | Tiro      | Fossa olímpica masculino        | Ouro    |
| Kateřina Emmons               | Tiro      | Carabina de ar 10 m feminino    | Ouro    |
| Jaroslav Volf Ondřej Štěpánek | Canoagem  | Slalom C-2 masculino            | Prata   |
| Kateřina Emmons               | Tiro      | Carabina três posições feminino | Prata   |
| Ondřej Synek                  | Remo      | Skiff simples masculino         | Prata   |

## Desempenho

### Atletismo
Masculino
| Atletas          | Evento                | Preliminar | Preliminar | Quartas     | Quartas     | Semifinal   | Semifinal   | Final       | Final       |
| Atletas          | Evento                | Marca      | Posição    | Marca       | Posição     | Marca       | Posição     | Marca       | Posição     |
| ---------------- | --------------------- | ---------- | ---------- | ----------- | ----------- | ----------- | ----------- | ----------- | ----------- |
| Jakub Holuša     | 800 m                 | 1m48s19    | 3º         |             |             | Não avançou | Não avançou | Não avançou | Não avançou |
| Jan Kudlička     | Salto com vara        | 5,65m      | 8º         |             |             |             |             | 5,45m       | 10º         |
| Jan Marcell      | Arremesso de disco    | 59,52m     | 28º        |             |             |             |             | Não avançou | Não avançou |
| Jaroslav Bába    | Salto em altura       | 2,29m      | 1º         |             |             |             |             | 2,29m       | 6º          |
| Jiří Vojtík      | 200 m                 | 21s05      | 4º         | Não avançou | Não avançou | Não avançou | Não avançou | Não avançou | Não avançou |
| Lukáš Melich     | Arremesso de martelo  | 70,56m     | 29º        |             |             |             |             | Não avançou | Não avançou |
| Lukáš Milo       | 100 m                 | 10s52      | 5º         | Não avançou | Não avançou | Não avançou | Não avançou | Não avançou | Não avançou |
| Petr Stehlík     | Arremesso de peso     | 19,41m     | 28º        |             |             |             |             | Não avançou | Não avançou |
| Petr Svoboda     | 110 m com barreiras   | 13s43      | 3º         | 13s41       | 2º          | 13s60       | 7º          | Não avançou | Não avançou |
| Roman Bílek      | 50 km marcha atlética |            |            |             |             |             |             | 4h18m32     | 45º         |
| Roman Novotný    | Salto em distância    | 7,94m      | 12º        |             |             |             |             | 8,00 m      | 8º          |
| Roman Šebrle     | Decatlo               |            |            |             |             |             |             | 8.241       | 6º          |
| Rudolf Götz      | 400 m                 | 46s38      | 6º         | Não avançou | Não avançou | Não avançou | Não avançou | Não avançou | Não avançou |
| Stanislav Sajdok | 110 m com barreiras   | 13s89      | 6º         | Não avançou | Não avançou | Não avançou | Não avançou | Não avançou | Não avançou |
| Štěpán Janáček   | Salto com vara        | 5,30 m     | 17º        |             |             |             |             | Não avançou | Não avançou |
| Tomáš Janků      | Salto em altura       | 2,29m      | 1º         |             |             |             |             | 2,29m       | 7º          |
| Vítězslav Veselý | Lançamento de dardo   | 81,20 m    | 5º         |             |             |             |             | 76,76m      | 12º         |

Feminino
| Atletas                   | Evento                | Preliminar | Preliminar | Quartas | Quartas | Semifinal   | Semifinal   | Final       | Final           |
| Atletas                   | Evento                | Marca      | Posição    | Marca   | Posição | Marca       | Posição     | Marca       | Posição         |
| ------------------------- | --------------------- | ---------- | ---------- | ------- | ------- | ----------- | ----------- | ----------- | --------------- |
| Barbora Špotáková         | Lançamento de dardo   | 67,69m     | 1º         |         |         |             |             | 71,42m      | Medalha de ouro |
| Denisa Ščerbová           | Salto em distância    | 6,46m      | 20º        |         |         |             |             | Não avançou | Não avançou     |
| Denisa Ščerbová           | Heptatlo              |            |            |         |         |             |             | DNF         | -               |
| Iva Straková              | Salto em altura       | 1,93m      | 7º         |         |         |             |             | 1,93m       | 12º             |
| Jarmila Klimešová         | Lançamento de dardo   | 57,25m     | 21º        |         |         |             |             | Não avançou | Não avançou     |
| Kateřina Baďurová         | Salto com vara        | NM         | -          |         |         |             |             | Não avançou | Não avançou     |
| Lenka Ledvinová           | Arremesso de martelo  | 67,17m     | 26º        |         |         |             |             | Não avançou | Não avançou     |
| Lucie Škrobáková          | 100 m com barreiras   | 13s18      | 6º         |         |         | Não avançou | Não avançou | Não avançou | Não avançou     |
| Martina Šestáková         | Salto triplo          | NM         | -          |         |         |             |             | Não avançou | Não avançou     |
| Romana Dubnová            | Salto em altura       | 1,93m      | 14º        |         |         |             |             | 1,89m       | 15º             |
| Věra Pospíšilová-Cechlová | Arremesso de disco    | 61,61m     | 9º         |         |         |             |             | 61,75m      | 5º              |
| Zuzana Hejnová            | 400 m com barreiras   | 55s91      | 3º         |         |         | 55s17       | 4º          | 54s97       | 7º              |
| Zuzana Schindlerová       | 20 km marcha atlética |            |            |         |         |             |             | 1h32m57     | 26º             |

### Badminton
| Atleta            | Evento            | Fase de 64                        | Fase de 32                               | Fase de 16             | Quartas                | Semifinais             | Final                  | Final       |
| Atleta            | Evento            | Adversário e resultado            | Adversário e resultado                   | Adversário e resultado | Adversário e resultado | Adversário e resultado | Adversário e resultado | Posição     |
| ----------------- | ----------------- | --------------------------------- | ---------------------------------------- | ---------------------- | ---------------------- | ---------------------- | ---------------------- | ----------- |
| Petr Koukal       | Simples masculino |                                   | GBR A. Smith D 1-2 (21-10; 12-21; 15-21) | Não avançou            | Não avançou            | Não avançou            | Não avançou            | Não avançou |
| Kristina Ludíková | Simples feminino  | NGR G. Daniel V 2-0 (21-13; 21-8) | GBR T. Hallam D 0-2 (18-21; 13-21)       | Não avançou            | Não avançou            | Não avançou            | Não avançou            | Não avançou |

### Basquetebol
Feminino
| Equipe | Fase de grupos                                                                                              | Fase de grupos | Quartas de final       | Semifinal              | Final                  | Pos. |
| Equipe | Adversário e resultado                                                                                      | Pos.           | Adversário e resultado | Adversário e resultado | Adversário e resultado | Pos. |
| --- | --- | -------------- | ---------------------- | ---------------------- | ---------------------- | ---- |
| Edita Šujanová Eva Vítečková Hana Machová Ivana Večeřová Jana Veselá Kateřina Elhotová Markéta Mokrošová Michaela Uhrová Michala Hartigová Miloslava Svobodová Petra Kulichová Romana Hejdová | USA Estados Unidos D 57-97 MLI Mali V 81-47 ESP Espanha D 55-74 NZL Nova Zelândia V 90-59 CHN China D 63-79 | 4º (gr. B)     | AUS Austrália D 46-79  | Não avançou            | Não avançou            | 7º   |

### Canoagem de velocidade
Feminino
| Atleta                        | Evento    | Preliminar | Preliminar | Semifinais | Semifinais | Final    | Final   |
| Atleta                        | Evento    | Tempo      | Posição    | Tempo      | Posição    | Tempo    | Posição |
| ----------------------------- | --------- | ---------- | ---------- | ---------- | ---------- | -------- | ------- |
| Jana Blahová Michala Mrůzková | K-2 500 m | 1m45s104   | 3º         |            |            | 1m44s870 | 8º      |

### Canoagem slalom
Masculino
| Atleta                        | Evento | Preliminar | Preliminar | Preliminar | Preliminar | Semifinais | Semifinais | Final       | Final       | Final       | Final            |
| Atleta                        | Evento | Descida 1  | Descida 2  | Total      | Posição    | Tempo      | Posição    | Tempo       | Posição     | Total       | Posição          |
| ----------------------------- | ------ | ---------- | ---------- | ---------- | ---------- | ---------- | ---------- | ----------- | ----------- | ----------- | ---------------- |
| Stanislav Ježek               | C-1    | 85s69      | 86s40      | 172s09     | 4º         | 89s85      | 2º         | 92s44       | 6º          | 182s29      | 5º               |
| Jaroslav Volf Ondřej Štěpánek | C-2    | 93s78      | 97s16      | 190s94     | 4º         | 95s33      | 3º         | 97s56       | 3º          | 192s89      | Medalha de prata |
| Vavřinec Hradílek             | K-1    | 85s61      | 86s41      | 172s02     | 7º         | 88s97      | 11º        | Não avançou | Não avançou | Não avançou | Não avançou      |

Feminino
| Atleta              | Evento | Preliminar | Preliminar | Preliminar | Preliminar | Semifinais | Semifinais | Final  | Final   | Final  | Final   |
| Atleta              | Evento | Descida 1  | Descida 2  | Total      | Posição    | Tempo      | Posição    | Tempo  | Posição | Total  | Posição |
| ------------------- | ------ | ---------- | ---------- | ---------- | ---------- | ---------- | ---------- | ------ | ------- | ------ | ------- |
| Štěpánka Hilgertová | K-1    | 97s14      | 91s99      | 189s13     | 3º         | 101s78     | 3º         | 242s63 | 9º      | 344s41 | 9º      |

### Ciclismo BMX
| Atleta        | Evento    | Preliminar | Preliminar | Quartas | Quartas | Semifinais  | Semifinais  | Final       | Final       |
| Atleta        | Evento    | Tempo      | Posição    | Pontos  | Posição | Pontos      | Posição     | Tempo       | Posição     |
| ------------- | --------- | ---------- | ---------- | ------- | ------- | ----------- | ----------- | ----------- | ----------- |
| Michal Prokop | Masculino | 36s689     | 20º        | 18      | 6º      | Não avançou | Não avançou | Não avançou | Não avançou |
| Jana Horáková | Feminino  | 38s077     | 8º         | 16      | 5º      | Não avançou | Não avançou | Não avançou | Não avançou |

### Ciclismo de estrada
Masculino
| Atleta          | Evento             | Final   | Final   |
| Atleta          | Evento             | Tempo   | Posição |
| --------------- | ------------------ | ------- | ------- |
| Petr Benčík     | Corrida em estrada | 6h39m42 | 74º     |
| Roman Kreuziger | Corrida em estrada | 6h26m35 | 44º     |

### Ciclismo Mountain Bike
| Atleta           | Evento    | Final   | Final   |
| Atleta           | Evento    | Tempo   | Posição |
| ---------------- | --------- | ------- | ------- |
| Jaroslav Kulhavý | Masculino | 2h03m20 | 18º     |
| Tereza Huříková  | Feminino  | DNF     | -       |

### Ciclismo de pista
Corrida por pontos
| Atleta                       | Evento    | Pontos        | Posição |
| ---------------------------- | --------- | ------------- | ------- |
| Milan Kadlec                 | Masculino | 22            | 9º      |
| Lada Kozlíková               | Feminino  | 2             | 13º     |
| Alois Kaňkovský Milan Kadlec | Madison   | 3 (-3 voltas) | 13º     |

Keirin
| Atleta       | Evento | Preliminar | Repescagem | Semifinais  | Final       |
| Atleta       | Evento | Posição    | Posição    | Posição     | Posição     |
| ------------ | ------ | ---------- | ---------- | ----------- | ----------- |
| Denis Špička | Keirin | 4º         | 2º         | Não avançou | Não avançou |

Perseguição
| Atleta         | Evento              | Preliminar                    | Preliminar | Semifinais               | Semifinais | Final                  | Final       |
| Atleta         | Evento              | Adversário e resultado        | Posição    | Adversário e resultado   | Posição    | Adversário e resultado | Posição     |
| -------------- | ------------------- | ----------------------------- | ---------- | ------------------------ | ---------- | ---------------------- | ----------- |
| Lada Kozlíková | Individual feminino | LTU S. Pauliukaite V 3m39s561 | 8º         | GBR W. Houvenaghel D DNF | 8º         | Não avançou            | Não avançou |

Sprint
| Atleta                                | Evento                 | Preliminar | Preliminar | 1ª fase     | 1ª fase     | 1ª repescagem | 1ª repescagem | 2ª fase     | 2ª fase     | 2ª repescagem | 2ª repescagem | Semifinais  | Semifinais  | Final       | Final       |
| Atleta                                | Evento                 | Tempo      | Pos.       | Tempo       | Pos.        | Tempo         | Pos.          | Tempo       | Pos.        | Tempo         | Pos.          | Tempo       | Pos.        | Tempo       | Pos.        |
| ------------------------------------- | ---------------------- | ---------- | ---------- | ----------- | ----------- | ------------- | ------------- | ----------- | ----------- | ------------- | ------------- | ----------- | ----------- | ----------- | ----------- |
| Adam Ptáčník                          | Velocidade             | 10s569     | 19º        | Não avançou | Não avançou | Não avançou   | Não avançou   | Não avançou | Não avançou | Não avançou   | Não avançou   | Não avançou | Não avançou | Não avançou | Não avançou |
| Adam Ptáčník Denis Špička Tomáš Bábek | Velocidade por equipes | 45s678     | 11º        |             |             | Não avançou   | Não avançou   | Não avançou | Não avançou | Não avançou   | Não avançou   | Não avançou | Não avançou | Não avançou | Não avançou |

### Ginástica artística
Masculino
| Atleta         | Evento           | Evento  | Aparelho    | Aparelho    | Aparelho         | Aparelho    | Aparelho         | Aparelho    | Total       | Posição     |
| Atleta         | Evento           | Evento  | Salto       | Solo        | Cavalo com alças | Argolas     | Barras paralelas | Barras fixa | Total       | Posição     |
| -------------- | ---------------- | ------- | ----------- | ----------- | ---------------- | ----------- | ---------------- | ----------- | ----------- | ----------- |
| Martin Konečný | Individual geral | Qualif. |             |             | 13.650           |             |                  | 13.125      | 26.775      | 93º         |
| Martin Konečný | Individual geral | Final   | Não avançou | Não avançou | Não avançou      | Não avançou | Não avançou      | Não avançou | Não avançou | Não avançou |

Feminino
| Atleta            | Evento           | Evento  | Aparelho | Aparelho | Aparelho            | Aparelho | Total  | Posição |
| Atleta            | Evento           | Evento  | Salto    | Solo     | Barras assimétricas | Trave    | Total  | Posição |
| ----------------- | ---------------- | ------- | -------- | -------- | ------------------- | -------- | ------ | ------- |
| Kristýna Pálešová | Individual geral | Qualif. | 14.325   | 15.100   | 15.075              | 13.300   | 57.800 | 26º     |
| Kristýna Pálešová | Individual geral | Final   | 14.075   | 15.350   | 14.650              | 12.900   | 56.975 | 21º     |

### Ginástica de trampolim
Feminino
| Atleta       | Evento     | Obrigatória | Obrigatória | Livre  | Livre   | Qualificação | Qualificação | Final       | Final       |
| Atleta       | Evento     | Pontos      | Posição     | Pontos | Posição | Total        | Posição      | Pontos      | Posição     |
| ------------ | ---------- | ----------- | ----------- | ------ | ------- | ------------ | ------------ | ----------- | ----------- |
| Lenka Popkin | Individual | 25,80       | 16º         | 31,80  | 14º     | 57,60        | 15º          | Não avançou | Não avançou |

### Halterofilismo
Masculino
| Atleta       | Evento | Arranque (kg) | Arranque (kg) | Arranque (kg) | Arranque (kg) | Arranque (kg) | Arremesso (kg) | Arremesso (kg) | Arremesso (kg) | Arremesso (kg) | Arremesso (kg) | Total (kg) | Posição |
| Atleta       | Evento | 1             | 2             | 3             | Res.          | Pos.          | 1              | 2              | 3              | Res.           | Pos.           | Total (kg) | Posição |
| ------------ | ------ | ------------- | ------------- | ------------- | ------------- | ------------- | -------------- | -------------- | -------------- | -------------- | -------------- | ---------- | ------- |
| Libor Wälzer | -105kg | 158           | 163           | 166           | 163           | 16º           | 187            | 187            | 193            | 187            | 15º            | 350        | 15º     |

### Hipismo
| Atleta         | Cavalo | Evento         | Adestramento | Adestramento | Cross-country | Cross-country | Salto     | Salto     | Salto final | Salto final | Total     | Total     |
| Atleta         | Cavalo | Evento         | Pontos       | Posição      | Pontos        | Posição       | Pontos    | Posição   | Pontos      | Posição     | Pontos    | Posição   |
| -------------- | ------ | -------------- | ------------ | ------------ | ------------- | ------------- | --------- | --------- | ----------- | ----------- | --------- | --------- |
| Jaroslav Hatla | Karla  | CCE individual | 52,80        | 42º          | Eliminado     | Eliminado     | Eliminado | Eliminado | Eliminado   | Eliminado   | Eliminado | Eliminado |

### Judô
Masculino
| Atleta         | Evento | Qualificação           | Qualificação                | Qualificação               | Qualificação           | Qualificação           | Repescagem             | Repescagem             | Repescagem             | Final                  | Final       |
| Atleta         | Evento | Preliminares           | Fase de 32                  | Fase de 16                 | Quartas                | Semifinais             | 1ª fase                | Quartas                | Semifinais             | Final                  | Final       |
| Atleta         | Evento | Adversário e resultado | Adversário e resultado      | Adversário e resultado     | Adversário e resultado | Adversário e resultado | Adversário e resultado | Adversário e resultado | Adversário e resultado | Adversário e resultado | Pos.        |
| -------------- | ------ | ---------------------- | --------------------------- | -------------------------- | ---------------------- | ---------------------- | ---------------------- | ---------------------- | ---------------------- | ---------------------- | ----------- |
| Jaromír Ježek  | -73kg  |                        | UZB S. Muminov D 0001-1000  | Não avançou                | Não avançou            | Não avançou            | Não avançou            | Não avançou            | Não avançou            | Não avançou            | Não avançou |
| Pavel Petřikov | -60kg  |                        | BRA D. Lourenço V 0011-0000 | UZB R. Sobirov D 0000-0001 | Não avançou            | Não avançou            | Não avançou            | Não avançou            | Não avançou            | Não avançou            | Não avançou |

### Lutas
Greco-Romana
| Atleta     | Evento | Qualificação           | Qualificação           | Qualificação           | Qualificação           | Repescagem             | Repescagem             | Repescagem             | Final                  | Final   |
| Atleta     | Evento | Fase de 16             | Oitavas                | Quartas                | Semifinais             | 1ª fase                | 2ª fase                | Bronze                 | Final                  | Final   |
| Atleta     | Evento | Adversário e resultado | Adversário e resultado | Adversário e resultado | Adversário e resultado | Adversário e resultado | Adversário e resultado | Adversário e resultado | Adversário e resultado | Posição |
| ---------- | ------ | ---------------------- | ---------------------- | ---------------------- | ---------------------- | ---------------------- | ---------------------- | ---------------------- | ---------------------- | ------- |
| Marek Švec | -96kg  |                        | BUL K. Dinchev V 6-5   | GEO R. Nozadze V 4-3   | RUS A. Khushtov D F    |                        |                        | KAZ A. Mambetov D 2-8  | Não avançou            | 4º      |

### Nado sincronizado
| Atletas                         | Evento | Rotina técnica | Rotina técnica | Rotina livre | Rotina livre | Rotina livre | Rotina livre | Rotina livre - Final | Rotina livre - Final | Rotina livre - Final | Rotina livre - Final |
| Atletas                         | Evento | Pontos         | Posição        | Pontos       | Posição      | Total        | Posição      | Pontos               | Posição              | Total                | Posição              |
| ------------------------------- | ------ | -------------- | -------------- | ------------ | ------------ | ------------ | ------------ | -------------------- | -------------------- | -------------------- | -------------------- |
| Alžběta Dufková Soňa Bernardová | Dueto  | 42,500         | 18º            | 42,750       | 18º          | 85,250       | 18º          | Não avançou          | Não avançou          | Não avançou          | Não avançou          |

### Natação
Masculino
| Atletas           | Evento          | Preliminar | Preliminar | Semifinal   | Semifinal   | Final       | Final       |
| Atletas           | Evento          | Tempo      | Posição    | Tempo       | Posição     | Tempo       | Posição     |
| ----------------- | --------------- | ---------- | ---------- | ----------- | ----------- | ----------- | ----------- |
| Jiří Jedlička     | 100 m peito     | 1m01s56    | 29º        | Não avançou | Não avançou | Não avançou | Não avançou |
| Jiří Jedlička     | 200 m peito     | 2m15s79    | 40º        | Não avançou | Não avançou | Não avançou | Não avançou |
| Květoslav Svoboda | 200 m livre     | 1m51s67    | 46º        | Não avançou | Não avançou | Não avançou | Não avançou |
| Květoslav Svoboda | 400 m livre     | 3m56s54    | 33º        |             |             | Não avançou | Não avançou |
| Květoslav Svoboda | 200 m costas    | 2m03s12    | 40º        | Não avançou | Não avançou | Não avançou | Não avançou |
| Martin Verner     | 100 m livre     | 48s95      | 21º        | Não avançou | Não avançou | Não avançou | Não avançou |
| Michal Rubáček    | 100 m borboleta | 53s53      | 42º        | Não avançou | Não avançou | Não avançou | Não avançou |
| Rostislav Vítek   | 10 km           |            |            |             |             | 1h52m41s8   | 17º         |
| Tomáš Fučík       | 100 m costas    | 57s29      | 41º        | Não avançou | Não avançou | Não avançou | Não avançou |
| Tomáš Fučík       | 200 m medley    | 2m02s85    | 31º        | Não avançou | Não avançou | Não avançou | Não avançou |

Feminino
| Atletas         | Evento       | Preliminar | Preliminar | Semifinal   | Semifinal   | Final       | Final       |
| Atletas         | Evento       | Tempo      | Posição    | Tempo       | Posição     | Tempo       | Posição     |
| --------------- | ------------ | ---------- | ---------- | ----------- | ----------- | ----------- | ----------- |
| Jana Klusáčková | 100 m livre  | 55s92      | 31º        | Não avançou | Não avançou | Não avançou | Não avançou |
| Jana Pechanová  | 10 km        |            |            |             |             | 1h59m39s7   | 8º          |
| Petra Klosová   | 100 m costas | 1m03s36    | 39º        | Não avançou | Não avançou | Não avançou | Não avançou |
| Sandra Kazíková | 50 m livre   | 25s54      | 29º        | Não avançou | Não avançou | Não avançou | Não avançou |

### Pentatlo moderno
| Atleta           | Evento    | Tiro   | Tiro | Esgrima  | Esgrima | Natação | Natação | Hipismo | Hipismo | Corrida  | Corrida | Total | Posição |
| Atleta           | Evento    | Pontos | PPM  | Vitórias | PPM     | Tempo   | PPM     | Pontos  | PPM     | Tempo    | PPM     | PPM   | Posição |
| ---------------- | --------- | ------ | ---- | -------- | ------- | ------- | ------- | ------- | ------- | -------- | ------- | ----- | ------- |
| David Svoboda    | Masculino | 191    | 1228 | 24       | 976     | 2m05s40 | 1296    | DNF     | 184     | 9m24s35  | 1144    | 4828  | 29º     |
| Michal Michalík  | Masculino | 188    | 1192 | 16       | 784     | 2m08s37 | 1260    | 69s37   | 1172    | 9m47s25  | 1052    | 5460  | 6º      |
| Lucie Grolichová | Feminino  | 177    | 1060 | 23       | 952     | 2m19s78 | 1244    | 60s79   | 1060    | 11m06s47 | 1056    | 5372  | 16º     |

Legenda: PPM = Pontos de Pentatlo moderno

### Remo
Masculino
| Equipe                                               | Evento          | Eliminatórias | Eliminatórias | Repescagem | Repescagem | Quartas | Quartas | Semifinal | Semifinal | Final   | Final            |
| Equipe                                               | Evento          | Tempo         | Posição       | Tempo      | Posição    | Tempo   | Posição | Tempo     | Posição   | Tempo   | Posição          |
| ---------------------------------------------------- | --------------- | ------------- | ------------- | ---------- | ---------- | ------- | ------- | --------- | --------- | ------- | ---------------- |
| David Jirka Jakub Hanák Milan Doleček Petr Vitásek   | Skiff quádruplo | 6m00s98       | 5º R          | 6m04s95    | 3º S       |         |         | 5m56s38   | 4º FB     | 5m50s07 | 10º              |
| Jakub Makovička Václav Chalupa                       | Dois sem        | 6m52s50       | 3º S          |            |            |         |         | 6m37s88   | 4º FB     | 6m52s57 | 8º               |
| Jan Gruber Karel Neffe Michal Horváth Milan Bruncvík | Quatro sem      | 6m10s36       | 4º R          | 5m58s69    | 1º S       |         |         | 5m58s02   | 2º FA     | 6m16s56 | 5º               |
| Ondřej Synek                                         | Skiff simples   | 7m23s94       | 1º Q          |            |            | 6m50s23 | 1º S    | 7m03d57   | 1º FA     | 7m00s63 | Medalha de prata |

Feminino
| Equipe                                                    | Evento        | Eliminatórias | Eliminatórias | Repescagem | Repescagem | Quartas | Quartas | Semifinal | Semifinal | Final   | Final   |
| Equipe                                                    | Evento        | Tempo         | Posição       | Tempo      | Posição    | Tempo   | Posição | Tempo     | Posição   | Tempo   | Posição |
| --------------------------------------------------------- | ------------- | ------------- | ------------- | ---------- | ---------- | ------- | ------- | --------- | --------- | ------- | ------- |
| Gabriela Vařeková Jitka Antošová[a] Miroslava Knapková[a] | Skiff duplo   | 7m04s23       | 2º R          | 7m00s75    | 2º FA      |         |         |           |           | 7m25s09 | 6º      |
| Miroslava Knapková                                        | Skiff simples | 7m51s56       | 1º Q          |            |            | 7m30s33 | 1º S    | 7m38s14   | 3º FA     | 7m35s52 | 5º      |

a. ^ Miroslava Knapková substituiu Jitka Antošová na final por problemas de saúde.

### Tênis
Masculino
| Atleta                       | Evento  | Fase de 64                        | Fase de 32                 | Oitavas                                        | Quartas                                                | Semifinais             | Final                  | Final       |             |
| Atleta                       | Evento  | Adversário e resultado            | Adversário e resultado     | Adversário e resultado                         | Adversário e resultado                                 | Adversário e resultado | Adversário e resultado | Posição     |             |
| ---------------------------- | ------- | --------------------------------- | -------------------------- | ---------------------------------------------- | ------------------------------------------------------ | ---------------------- | ---------------------- | ----------- | ----------- |
| Ivo Minář                    | Simples | BEL O. Rochus D 3-6, 6-3, 3-6     | Não avançou                | Não avançou                                    | Não avançou                                            | Não avançou            | Não avançou            | Não avançou |             |
| Jiří Vaněk                   | Simples | RUS M. Youzhny D 4-6, 1-6         | Não avançou                | Não avançou                                    | Não avançou                                            | Não avançou            | Não avançou            | Não avançou |             |
| Radek Štěpánek               | Simples | FRA M. Llodra D 6-4, 6-7(5), 9-11 | Não avançou                | Não avançou                                    | Não avançou                                            | Não avançou            | Não avançou            | Não avançou |             |
| Tomáš Berdych                | Simples | CHN Yu X. V 6-1, 6-2              | ITA A. Seppi V 6-3, 7-6(4) | SUI R. Federer D 3-6, 6-7(4)                   | Não avançou                                            | Não avançou            | Não avançou            | Não avançou |             |
| Martin Damm Pavel Vízner     | Duplas  |                                   |                            | SRB N. Đoković SRB N. Zimonjić V 3-6, 6-0, 6-2 | POL M. Fyrstenberg POL M. Matkowski D 6-1, 6-7(5), 5-7 | Não avançou            | Não avançou            | Não avançou | Não avançou |
| Radek Štěpánek Tomáš Berdych | Duplas  |                                   |                            | BRA M. Melo BRA A. Sa D 7-5, 2-6, 6-8          | Não avançou                                            | Não avançou            | Não avançou            | Não avançou | Não avançou |

Feminino
| Atleta                          | Evento  | Fase de 64                    | Fase de 32                        | Oitavas                                         | Quartas                | Semifinais             | Final                  | Final       |             |
| Atleta                          | Evento  | Adversário e resultado        | Adversário e resultado            | Adversário e resultado                          | Adversário e resultado | Adversário e resultado | Adversário e resultado | Posição     |             |
| ------------------------------- | ------- | ----------------------------- | --------------------------------- | ----------------------------------------------- | ---------------------- | ---------------------- | ---------------------- | ----------- | ----------- |
| Iveta Benešová                  | Simples | IND S. Mirza V 6-2, 2-1 (R)   | USA V. Williams D 1-6, 4-6        | Não avançou                                     | Não avançou            | Não avançou            | Não avançou            | Não avançou |             |
| Klára Zakopalová                | Simples | ESP N. Vives D 6-2, 3-6, 5-7  | Não avançou                       | Não avançou                                     | Não avançou            | Não avançou            | Não avançou            | Não avançou |             |
| Lucie Šafářová                  | Simples | EST M. Ani V 6-4, 6-2         | UKR M. Koryttseva V 2-6, 6-1, 7-5 | AUT S. Bammer D 5-7, 4-6                        | Não avançou            | Não avançou            | Não avançou            | Não avançou |             |
| Nicole Vaidišová                | Simples | FRA A. Cornet D 6-4, 1-6, 4-6 | Não avançou                       | Não avançou                                     | Não avançou            | Não avançou            | Não avançou            | Não avançou |             |
| Iveta Benešová Nicole Vaidišová | Duplas  |                               |                                   | USA S. Williams USA V. Williams D 6-4, 5-7, 1-6 | Não avançou            | Não avançou            | Não avançou            | Não avançou | Não avançou |
| Lucie Šafářová Petra Kvitová    | Duplas  |                               |                                   | AUS S. Stosur AUS R. Stubbs D 1-6, 0-6          | Não avançou            | Não avançou            | Não avançou            | Não avançou | Não avançou |

- Legenda: R = Retirou-se

### Tênis de mesa
Masculino
| Atleta(s)   | Evento     | Preliminar             | 1ª etapa               | 2ª etapa               | 3ª etapa               | 4ª etapa               | Quartas                | Semifinais             | Final                  |
| Atleta(s)   | Evento     | Adversário e resultado | Adversário e resultado | Adversário e resultado | Adversário e resultado | Adversário e resultado | Adversário e resultado | Adversário e resultado | Adversário e resultado |
| ----------- | ---------- | ---------------------- | ---------------------- | ---------------------- | ---------------------- | ---------------------- | ---------------------- | ---------------------- | ---------------------- |
| Petr Korbel | Individual |                        |                        | POL L. Błaszczyk D 2-4 | Não avançou            | Não avançou            | Não avançou            | Não avançou            | Não avançou            |

Feminino
| Atleta(s)     | Evento     | Preliminar             | 1ª etapa               | 2ª etapa               | 3ª etapa               | 4ª etapa               | Quartas                | Semifinais             | Final                  |
| Atleta(s)     | Evento     | Adversário e resultado | Adversário e resultado | Adversário e resultado | Adversário e resultado | Adversário e resultado | Adversário e resultado | Adversário e resultado | Adversário e resultado |
| ------------- | ---------- | ---------------------- | ---------------------- | ---------------------- | ---------------------- | ---------------------- | ---------------------- | ---------------------- | ---------------------- |
| Dana Hadačová | Individual | JOR Z. Shaban V 4-0    | BLR V. Pavlovich V 4-2 | HUN G. Pota D 3-4      | Não avançou            | Não avançou            | Não avançou            | Não avançou            | Não avançou            |

### Tiro
Masculino
| Atleta           | Evento                 | Qualificação | Qualificação | Final       | Final       | Posição         |
| Atleta           | Evento                 | Placar       | Posição      | Placar      | Total       | Posição         |
| ---------------- | ---------------------- | ------------ | ------------ | ----------- | ----------- | --------------- |
| David Kostelecký | Fossa olímpica         | 121          | 2º           | 25          | 146 (OR)    | Medalha de ouro |
| Jan Sychra       | Skeet                  | 117          | 16º          | Não avançou | Não avançou | Não avançou     |
| Martin Podhráský | Tiro rápido 25 m       | 276          | 18º          | Não avançou | Não avançou | Não avançou     |
| Martin Strnad    | Tiro rápido 25 m       | 267          | 19º          | Não avançou | Não avançou | Não avançou     |
| Martin Tenk      | Pistola livre 50 m     | 544          | 37º          | Não avançou | Não avançou | Não avançou     |
| Miroslav Varga   | Carabina deitado 50 m  | 590          | 29º          | Não avançou | Não avançou | Não avançou     |
| Tomáš Jeřábek    | Carabina deitado 50 m  | 586          | 46º          | Não avançou | Não avançou | Não avançou     |
| Václav Haman     | Carabina de ar 10 m    | 593          | 13º          | Não avançou | Não avançou | Não avançou     |
| Václav Haman     | Carabina três posições | 1163         | 23º          | Não avançou | Não avançou | Não avançou     |

Feminino
| Atleta            | Evento                 | Qualificação | Qualificação | Final       | Final       | Posição          |
| Atleta            | Evento                 | Placar       | Posição      | Placar      | Total       | Posição          |
| ----------------- | ---------------------- | ------------ | ------------ | ----------- | ----------- | ---------------- |
| Adéla Sýkorová    | Carabina três posições | 578          | 19º          | Não avançou | Não avançou | Não avançou      |
| Kateřina Emmons   | Carabina de ar 10 m    | 400 (OR)     | 1º           | 103,5       | 503,5 (OR)  | Medalha de ouro  |
| Kateřina Emmons   | Carabina três posições | 586          | 6º           | 101,7       | 687,7       | Medalha de prata |
| Lenka Marušková   | Pistola de ar 10 m     | 379          | 26º          | Não avançou | Não avançou | Não avançou      |
| Lenka Marušková   | Pistola livre 25 m     | 578          | 20º          | Não avançou | Não avançou | Não avançou      |
| Michaela Musilová | Pistola de ar 10 m     | 375          | 35º          | Não avançou | Não avançou | Não avançou      |
| Michaela Musilová | Pistola livre 25 m     | 571          | 34º          | Não avançou | Não avançou | Não avançou      |
| Pavla Kalná       | Carabina de ar 10 m    | 392          | 31º          | Não avançou | Não avançou | Não avançou      |

### Tiro com arco
Masculino
| Atleta       | Evento     | Qualificação | Qualificação | Fase de 64              | Fase de 32             | Oitavas                | Quartas                | Semifinais             | Final                  |
| Atleta       | Evento     | Pontos       | Posição      | Adversário e resultado  | Adversário e resultado | Adversário e resultado | Adversário e resultado | Adversário e resultado | Adversário e resultado |
| ------------ | ---------- | ------------ | ------------ | ----------------------- | ---------------------- | ---------------------- | ---------------------- | ---------------------- | ---------------------- |
| Martin Bulíř | Individual | 629          | 56º          | ITA I. Di Buò D 100-111 | Não avançou            | Não avançou            | Não avançou            | Não avançou            | Não avançou            |

Feminino
| Atleta            | Evento     | Qualificação | Qualificação | Fase de 64             | Fase de 32             | Oitavas                | Quartas                | Semifinais             | Final                  |
| Atleta            | Evento     | Pontos       | Posição      | Adversário e resultado | Adversário e resultado | Adversário e resultado | Adversário e resultado | Adversário e resultado | Adversário e resultado |
| ----------------- | ---------- | ------------ | ------------ | ---------------------- | ---------------------- | ---------------------- | ---------------------- | ---------------------- | ---------------------- |
| Barbora Horáčková | Individual | 620          | 44º          | UKR V. Koval D 107-109 | Não avançou            | Não avançou            | Não avançou            | Não avançou            | Não avançou            |

### Triatlo
| Atleta           | Evento    | Natação (1,5 km) | Ciclismo (40 km) | Corrida (10 km) | Tempo total | Posição     |
| ---------------- | --------- | ---------------- | ---------------- | --------------- | ----------- | ----------- |
| Filip Ospalý     | Masculino | 18m17            | 58m56            | 32m41           | 1h50 m53s69 | 20º         |
| Lenka Zemanová   | Feminino  | 20 m00           | DNF              | Não avançou     | Não avançou | Não avançou |
| Vendula Frintová | Feminino  | 20 m53           | 1h05m29          | 36m06           | 2h03m27s49  | 23º         |

### Vela
Masculino
| Atleta       | Evento | Regata | Regata | Regata | Regata | Regata | Regata | Regata | Regata | Regata | Regata | Regata  | Pts | Pos. |
| Atleta       | Evento | 1      | 2      | 3      | 4      | 5      | 6      | 7      | 8      | 9      | 10     | M       | Pts | Pos. |
| ------------ | ------ | ------ | ------ | ------ | ------ | ------ | ------ | ------ | ------ | ------ | ------ | ------- | --- | ---- |
| Martin Trčka | Laser  | 29     | 36     | 38     | 13     | 29     | 19     | 26     | DNF    | 12     |        | Não av. | 202 | 31º  |

Feminino
| Atleta                        | Evento | Regata | Regata | Regata | Regata | Regata | Regata | Regata | Regata | Regata | Regata | Regata | Pts | Pos. |
| Atleta                        | Evento | 1      | 2      | 3      | 4      | 5      | 6      | 7      | 8      | 9      | 10     | M      | Pts | Pos. |
| ----------------------------- | ------ | ------ | ------ | ------ | ------ | ------ | ------ | ------ | ------ | ------ | ------ | ------ | --- | ---- |
| Lenka Mrzílková Lenka Šmídová | 470    | 6      | 4      | 12     | 11     | 11     | 5      | 11     | 11     | 9      | 1      | 14     | 83  | 7º   |

Misto
| Atleta        | Evento | Regata | Regata | Regata | Regata | Regata | Regata | Regata | Regata | Regata | Regata | Regata | Regata | Regata  | Pts | Pos. |
| Atleta        | Evento | 1      | 2      | 3      | 4      | 5      | 6      | 7      | 8      | 9      | 10     | 11     | 12     | M       | Pts | Pos. |
| ------------- | ------ | ------ | ------ | ------ | ------ | ------ | ------ | ------ | ------ | ------ | ------ | ------ | ------ | ------- | --- | ---- |
| Michael Maier | Finn   | 15     | 14     | 22     | 25     | 21     | 23     | 19     | 23     |        |        |        |        | Não av. | 137 | 25º  |

### Remo
| S | Classificado(a) para as semifinais |    |                        | FA | Final A (disputa de medalhas) |  |  | FD | Final D (sem medalhas) |
| Q | Classificado(a) para as quartas    | FB | Final B (sem medalhas) | FE | Final E (sem medalhas)        |  |  |    |                        |
| R | Classificado(a) para a repescagem  | FC | Final C (sem medalhas) | FF | Final F (sem medalhas)        |  |  |    |                        |

### Vela
| M   | Regata da Medalha da qual só participam os dez primeiros colocados das regatas anteriores  |  |  | CAN | Regata cancelada |
| BFD | Desclassificado por bandeira preta (Black Flag Disqualified)                               |  |  |     |                  |
| UFD | Desclassificado por bandeira "U" (U Flag Disqualified)                                     |  |  |     |                  |
| OCS | Largada queimada (On the Course Side of the starting line)                                 |  |  |     |                  |
| DNE | Desclassificação sem eliminação (infração a um item do regulamento da prova – Did Not End) |  |  |     |                  |